# Max Taut

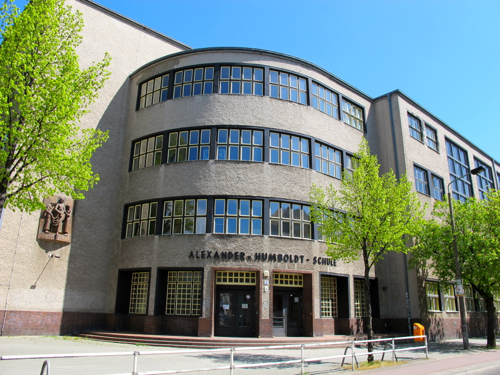
Dorotheenschule (1929), idag Alexander-von-Humboldt-Oberschule i Köpenick i Berlin.

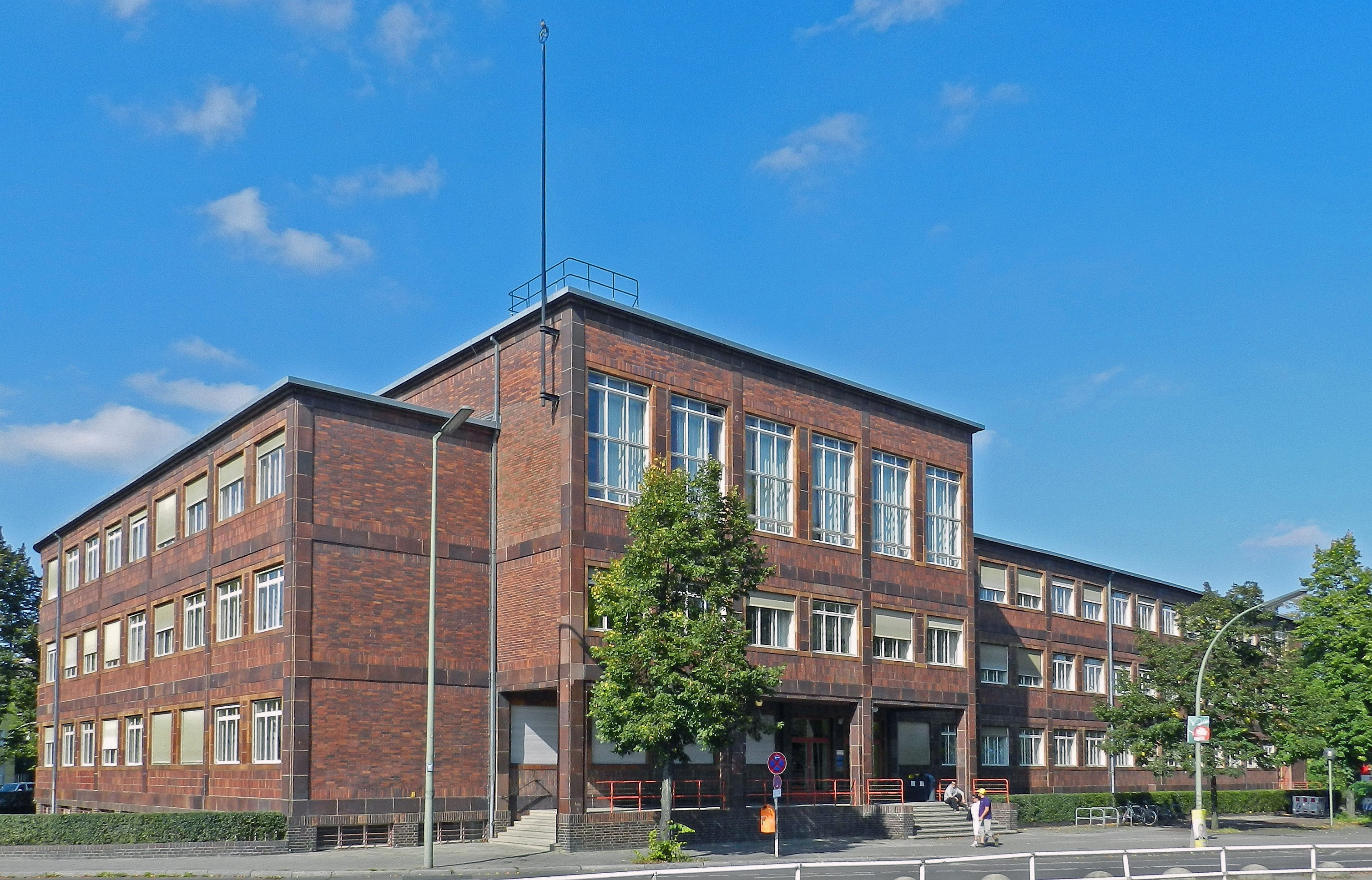
Före detta Reichsknappschafthaus vid Breitenbachplatz i Berlin (1930). Idag Latinamerikainstitutet vid Freie Universität Berlin.

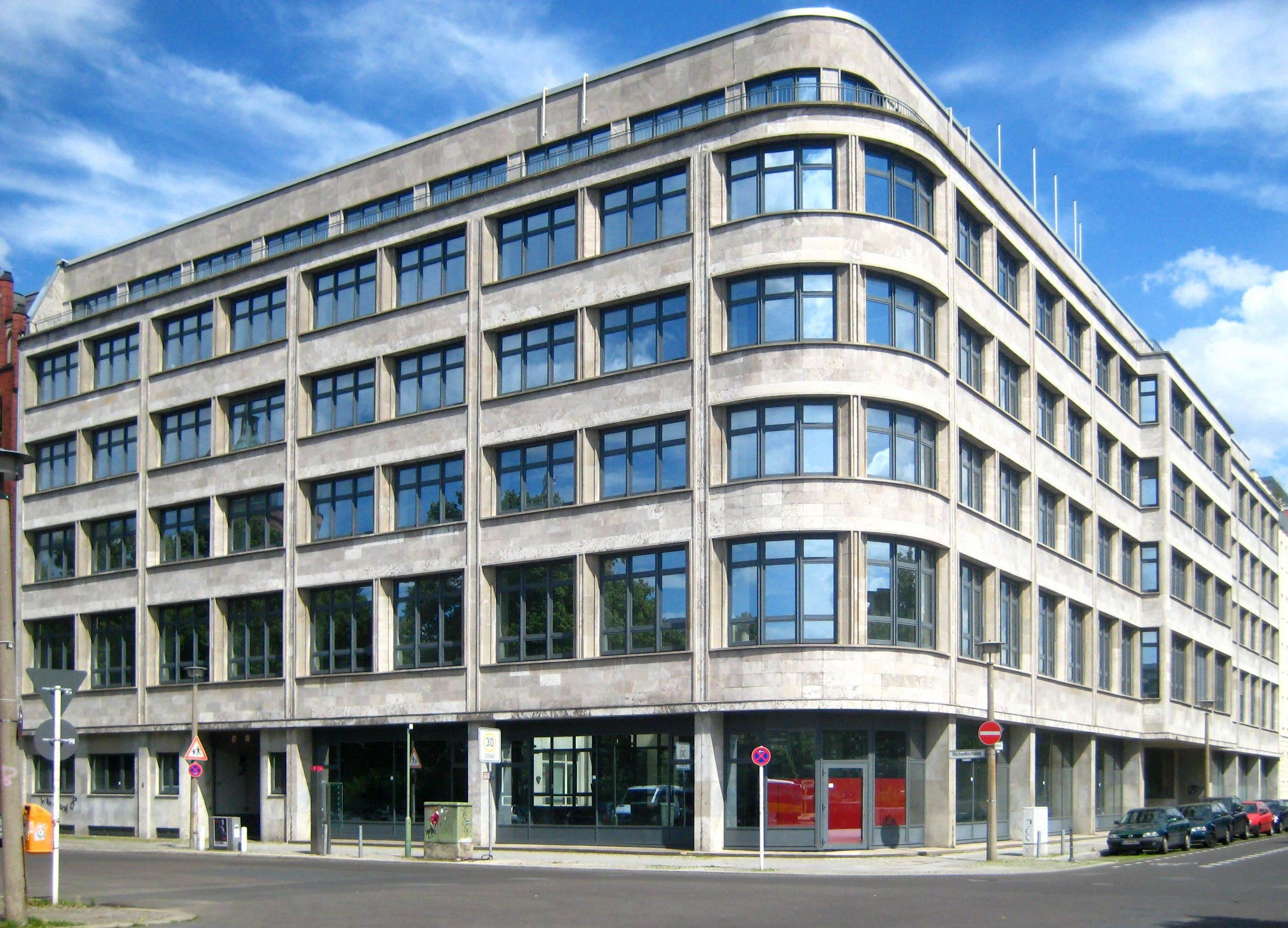
Verbandshaus des Deutschen Verkehrsbundes

Max Taut, född 15 maj 1884 i Königsberg, död 26 februari 1967 i Berlin, tysk arkitekt.
Max Taut blev känd under 1920-talet för sina sakliga kontorsbyggnader. Hans äldre bror Bruno Taut var även han känd arkitekt och de arbetade tillsammans på arkitektbyrån Taut & Hoffmann. Max Taut var med i flera arkitektföreningar som Gläserne Kette, Novembergruppe och Zehnerring. Taut blev känd för sin offentliga byggnader, däribland flera skolor samt byggnader för arbetarrörelsen. Till hans viktigaste verk av räknas Verbandshaus der Deutschen Buchdrucker, Verbandshaus des Deutschen Verkehrsbundes och Warenhaus der Konsumgenossenschaften.
I Berlin har Max-Taut-Schule vid Nöldnerplatz i Lichtenberg fått sitt namn efter Taut som ritade skolan.